# 트랜스모퍼
《트랜스모퍼》(Transmorphers)는 2007년 개봉한 SF영화이다. 극장에 개봉되지 않고 바로 DVD로 개봉하였다. 마이클 베이의 영화 트랜스포머의 흥행을 이용한 목버스터영화이다.

## 출연
- 매튜 울프 - 미첼 역
- 에이미 웨버 - 네이더 역
- 셜리 스콧 - 럭스 역
- 엘리자 스웬슨 - 밴 라이버그 장군 역
- 그리프 퍼스트 - 이치 역